# Smb4k

Smb4K — это браузер общих ресурсов Samba (SMB/CIFS) (Windows) для среды KDE. Он использует средства Samba для доступа к общим ресурсам SMB в локальном сетевом окружении. Он создавался как программа, простая в использовании и обладающая как можно большими возможностями.

## Кириллица в smb4k
В Mandriva 2009.0 (возможно и в других nix системах) существует проблема корректности отображения кириллицы в проводнике при открытии ресурсов локальной сети. При ручном монтировании проблем нет, но smb4k монтирует ресурсы без параметров:
iocharset=utf8,codepage=866
в результате чего работа с ресурсами, в именах которых есть кириллические буквы, становится невозможной. Для частичного решения этой проблемы необходимо в настройках программы в поле Additional options добавить: 
```
codepage=866
```

Также в файле /etc/samba/smb.conf указать такие настройки (согласно настройке локали):
```
dos charset = 866
unix charset = UTF8
display charset = UTF8
```

Однако одна проблема осталась нерешённой: если папка лежащая в корневом каталоге содержит кириллицу, она вызывает ошибку в smb4k. Но если такая папка лежит глубже, то доступ работает:
- такую папку открыть удастся: //192.168.0.1/folder/файлы/;
- а такую нет //192.168.0.1/файлы/.